# Neoclytus magicus
Neoclytus magicus är en skalbaggsart som först beskrevs av Perty 1832.  Neoclytus magicus ingår i släktet Neoclytus och familjen långhorningar. Inga underarter finns listade i Catalogue of Life.